# 栗振国
栗振国（？—），男，中华人民共和国政治人物，曾任中共四平市委副书记兼四平市人民政府市长，四平市人大常委会主任，第十届全国人大代表。